# Ribnik (Karlovac)
Pour les articles homonymes, voir Ribnik.
Ribnik est un village et une municipalité située dans le comitat de Karlovac, en Croatie. Au recensement de 2001, la municipalité comptait 583 habitants, dont 99,31 % de Croates et le village seul comptait 104 habitants.

## Localités
La municipalité de Ribnik compte 17 localités :
| - Donja Stranica - Drenovica Lipnička - Gorica Lipnička - Gornja Stranica - Gornji Goli Vrh Lipnički - Griče - Jarnevići - Jasenovica - Lipnik | - Martinski Vrh - Novaki Lipnički - Obrh - Ravnica - Ribnik - Skradsko Selo - Sopčić Vrh - Veselići |